# Francisco Laje Pereira Nóbrega
Nóbrega de nome completo Francisco Laje Pereira Nóbrega (Vila Real, 14 de Abril de 1942 - Porto, 27 de Abril de 2012) foi um antigo jogador de futebol selecção portuguesa. Jogava na posição de avançado.

## Carreira
Representou o Sport Clube de Vila Real e o FC Porto. Conquistou uma Taça de Portugal. Jogou em santo tirso

## Selecção Nacional
Alcançou quatro internacionalizações. Nóbrega fez a sua estreia na equipa nacional a 15 de Novembro de 1964, no Porto, contra a Espanha (2-1) e despediu-se a 12 de Novembro de 1967, no Porto, com a Noruega (2-1).

## Títulos
- 1 Taça de Portugal